# Hyphoraia confluens
Hyphoraia confluens là một loài bướm đêm thuộc phân họ Arctiinae, họ Erebidae.